# Estación de Dois Irmãos do Buriti
La Estación Ferroviaria de Dois Irmãos do Buriti-Palmeiras fue una construcción destinada al embarque o desembarque de pasajeros de trenes y, de modo secundario, al cargado y descargado de mercancías transportadas. Usualmente se componía de un edificio para pasajeros (y posiblemente para cargas también), además de otras instalaciones asociadas al funcionamiento del ferrocarril.

## Historia
La Estación Palmeiras de Dois Irmãos do Buriti forma parte de la línea Y. F. Itapura-Corumbá, que fue abierta también a partir de 1912. A pesar de esto, por dificultades técnicas y financieras, había cerca de 200 km de raíles pendientes de ser finalizados (tramos Jupiá-Agua Clara y Pedro Celestino-Porto Esperança), hecho que ocurrió poco después de octubre de 1914. En 1917 el ferrocarril es fusionado con el tramo del Ferrocarril Noroeste de Brasil (NOB), que era el tramo paulista Bauru-Itapura.
A pesar de estar presente en los informes oficiales de la Noroeste de Brasil la estación de Palmeiras fue inaugurada el 1 de  junio de 1941, pese a que ya figuraba por lo menos desde 1932 en el mismo lugar aunque con el nombre de Correntes. Este es el nombre que consta en el mapa que en 1959, muestra ese punto entre las estaciones Piraputanga y Cachoeirão. Como muchas de las estaciones del tramo entre Campo Grande y Porto Esperança, durante mucho tiempo la estación no dispuso de agua potable, obligando a NOB a desplazar semanalmente una composición de vagones cisterna para el abastecimiento. 
Los Guías Levi de los años de 1932 y 1940 muestran la estación con el nombre de Correntes y a partir de 1941 como Palmeiras.

El edificio de la antigua estación no tiene ningún uso. Está abandonado, pero no completamente derruido. Las quejas de la población son relativas a que este punto suele ser usado como punto de venta de drogas. Se trata de un distrito con 1.142 habitantes (IBGE, 2000). Pese a que sigue existiendo la vía férrea, solo pasan trenes de carga de mineral procedente de Corumbá
Fátima Saboya, 10/2007

La estación fue restaurada en 2009 y fue cerrada al año siguiente.